# Unités urbaines dans le Cantal
Les unités urbaines dans le Cantal sont des agglomérations urbaines françaises situées dans le département du Cantal, en région Auvergne-Rhône-Alpes.
Elles sont définies principalement sur le critère de la continuité du bâti par l’Institut national de la statistique et des études économiques (Insee). Plus précisément, l'unité urbaine correspond à une commune ou un ensemble de communes dont plus de la moitié de la population réside dans une zone agglomérée de plus de 2 000 habitants dans laquelle aucune habitation n'est séparée de la plus proche de plus de 200 mètres.
En 2010, le Cantal comprenait 7 unités urbaines. Avec le nouveau zonage de 2020, le Cantal ne comprend plus que 6 unités urbaines. L'unité urbaine de Mauriac ne comprend plus qu'une seule commune et celle d'Aurillac en comprend 3.
Ces 6 unités urbaines représentent 5 % de la superficie du département (286,7 km2), mais, en 2022, elles représentent 35,83 % de sa population (51 736 habitants).

## Liste des unités urbaines (zonage de 2020)
Le tableau ci-dessous présente la liste des 6 unités urbaines dans le département (classement par code Insee) :
| Code Insee | Unité urbaine     | Communes | Aire d'attraction | Superficie (km²) | Population (2022) | Densité (hab/km²) |
| ---------- | ----------------- | -------- | ----------------- | ---------------- | ----------------- | ----------------- |
| 15101      | Riom-ès-Montagnes | 1        | -                 | 46,48            | 2 403             | 52                |
| 15102      | Ydes              | 2        | Bort-les-Orgues   | 45,37            | 2 656             | 59                |
| 15103      | Maurs             | 2        | -                 | 48,11            | 2 918             | 61                |
| 15104      | Mauriac           | 1        | Mauriac           | 27,61            | 3 503             | 127               |
| 15201      | Saint-Flour       | 1        | Saint-Flour       | 27,14            | 6 390             | 235               |
| 15401      | Aurillac          | 3        | Aurillac          | 91,46            | 33 866            | 370               |

## Pour approfondir